# Чайки летают низко
«Чайки летают низко» (итал. I gabbiani volano basso) — итальянский криминальный фильм 1978 года, снятый режиссёром Джорджо Кристаллини по собственному сценарию. В главных ролях снимались Маурицио Мерли, Натали Делон и Мел Феррер. Съёмки велись в Риме, Чивитавеккья и на острове Понца.

## Сюжет
Два итальянских промышленника, Роберто Микели и Джорджио Кальви, заказывают убийство одного из своих соратников, доктора Мауро Мартини. В качестве киллера они выбирают Альберта Моргана, ветерана войны во Вьетнаме. Выполнив задание и получив награду, Морган пытается сбежать из страны. В аэропорту у него происходит приступ паники, осложнённый ПТСР, полученным во Вьетнаме. Морган сбегает, потеряв при этом фальшивый паспорт, по которому полиция идентифицирует его как киллера. Спасаясь от преследования полицией и других убийц, посланных Кальви, Морган регулярно внешность при помощи контактных линз и париков. Ему соглашается помочь Изабелла, в которую протагонист влюбляется и уже с её помощью расправляется с бандитами.

## В ролях
- Маурицио Мерли — Джефф Джейкобсон / Альберт Морган
- Натали Делон — Изабелль Мишеро
- Мел Феррер — Роберто Микели
- Дагмар Лассандер — Ампаро, владелица ночного клуба на Понце
- Франко Гарофало — наёмный убийца
- Орландо Урданета — комиссар полиции